# Micropterix ibericella
Micropterix ibericella là một loài bướm đêm thuộc họ Micropterigidae. Nó được Caradja mô tả năm 1920. Nó được tìm thấy ở bán đảo Iberia.